# Volodímir Radchenko
Volodímir Ivanovich Radchenko (en ucraniano: Володимир Іванович Радченко; Kiev, 23 de octubre de 1948-Kiev, 4 de enero de 2023) fue un oficial de inteligencia y político ucraniano.

## Biografía
Creció en Kiev y se graduó en ingeniería química en el Instituto Tecnológico de Industria Ligera de Kiev en 1971. Luego asistió a una escuela de oficiales de la KGB e hizo carrera allí. Desde septiembre de 1972 hasta marzo de 1982 estuvo con la KGB en Kiev, más recientemente como Jefe de la KGB de la URSS en Kiev y en el óblast de Kiev y desde marzo de 1982 hasta octubre de 1990 fue Jefe de la KGB de la URSS en el Óblast de Rivne. Después del colapso de la Unión Soviética, continuó trabajando en inteligencia, incluso para la organización sucesora de la KGB en Ucrania, la Sluschba bespeky Ukrajiny (SBU).
El 5 de julio de 1995 fue ascendido a coronel general y en 1998 a general del ejército de Ucrania. Recibió numerosos honores, incluido la Orden de Bohdán Jmelnitski de tercera Clase, otorgada por el presidente Leonid Kuchma en 1998. 
Estaba casado y era padre de dos hijos, un varón y una mujer. Falleció el 4 de enero de 2023, en su natal Kiev, a los 74 años de edad.